# Мавзолей костница на априлци
Мавзолеят костница в чест на априлци е паметник в центъра на Копривщица, съграден да увековечи подвига на копривщенци и жители на околни села, загинали по време на Априлското въстание от 1876 година.

## История
Основен инициатор за построяването на костницата е благотворителното дружество „20 априлъ 1876 г.“.
В началото на XX век мястото на днешния площад „20-ти април“ е разчистено. Строежът на паметника започва през 1926 година. Строителството е извършено от местни каменоделци, със средства на местния дарител Ненчо Палавеев. Мавзолеят костница по проект на арх. Пантелей Цветков е открит през 1928 г. 
През 1883 година тленните останки на Тодор Каблешков са пренесени от Габрово и по-късно са положени в костницата.
След време поради недобрите условия костите на Тодор и Найден Попстоянов са изложени за поклонение в родния дом на Каблешков до 1996 година, когато по инициатива на родовия комитет на рода на Каблешков са тържествено препогребани в двора на храм „Успенѝе Пресветѝя Богоро̀дицы“.

## Надписи
Отстрани на входа към погребалната камера и на църковния параклис над нея има поставени паметни надписи с имената на селата и въстаниците, участвали и загинали в освободителното дело.
| „ | Селата, взели участие въ възстанието на 20 Априлъ 1876 г. въ градъ Копривщица – Клисура, Старо Ново Село, Горно Киселере, Паничере, Елешница, Синджирлий, Царацово, Стрелча, Айваджикъ, Саръгьолъ, Ерелий, Красново, Дълги Геренъ, Строево. | “ |